# In Love Again: The Music of Richard Rodgers
In Love Again: The Music of Richard Rodgers är ett musikalbum av jazzsångerskan Stacey Kent från 2002.

## Låtlista
All musik är komponerad av Richard Rodgers. Texterna är skrivna av Lorenz Hart (spår 2-6, 8, 10-12) och Oscar Hammerstein II (spår 1, 7, 9, 13)
1. Shall We Dance?  – 3'42
2. Bewitched, Bothered and Bewildered – 5'06
3. My Heart Stood Still – 2'58
4. It Never Entered My Mind – 4'40
5. I Wish We Were in Love Again – 4'06
6. Thou Swell – 4'53
7. It Might As Well Be Spring – 4'40
8. Nobody's Heart – 3'49
9. I'm Gonna Wash That Man Right Outa My Hair – 4'35
10. This Can't Be Love – 3'08
11. It's Easy to Remember – 4'58
12. Manhattan – 4'23
13. Bali Ha'i – 3'00

## Medverkande
- Stacey Kent – sång
- Jim Tomlinson – tenorsaxofon, flöjt
- Colin Oxley – gitarr
- David Newton – piano
- Simon Thorpe – bas
- Jesper Kviberg – trummor